# Carlos Lleras Restrepo
Carlos Alberto Lleras Restrepo (Bogotá, 12 de abril de 1908 - Bogotá, 27 de septiembre de 1994) fue un abogado, político, académico, educador y periodista colombiano.Fue presidente de Colombia entre el 7 de agosto de 1966 y el 7 de agosto de 1970. Fue miembro del Partido Liberal Colombiano. 
Fue el tercer presidente del sistema del Frente Nacional, considerado uno de los mandatarios más proactivos en materia económica y social y reformadores de Colombia, junto a Alfonso López Pumarejo.
Tuvo una amplia trayectoria política, ocupando varios cargos a lo largo de su vida. Fue senador de Colombia en los años 40 y luego en los años 60 durante la presidencia de su primo segundo Alberto Lleras. También fue Representante a la Cámara en los años 30, contralor general y rector del colegio Gimnasio Moderno de Bogotá en 1944.
Como militante del Partido Liberal fue director de ésta colectividad y apoyó las candidaturas presidenciales de Julio César Turbay y del disidente liberal Luis Carlos Galán. También apoyó el Movimiento de Salvación Nacional, partido fundado por Álvaro Gómez Hurtado y al que pertenecía su hijo Carlos. Es el abuelo materno del político y exvicepresidente de Colombia Germán Vargas Lleras.

## Biografía

### Primeros años
Carlos Alberto Lleras nació en una pequeña casa del barrio Las Nieves, en el centro de la ciudad de Bogotá, el 12 de abril de 1908, en un hogar acomodado de librepensadores de la ciudad.
Estudió en el Instituto San Bernardo de La Salle, donde obtuvo su título de bachiller en Filosofía y Letras en 1924, a los 16 años. En 1925 ingresó a la Universidad Nacional de Bogotá, de donde se graduó en 1930 en Derecho y Ciencias Políticas y Sociales. Inició su actividad profesional como abogado en múltiples empresas, nacionales y extranjeras del sector privado.

### Dirigente de Cundinamarca (1932-1936)

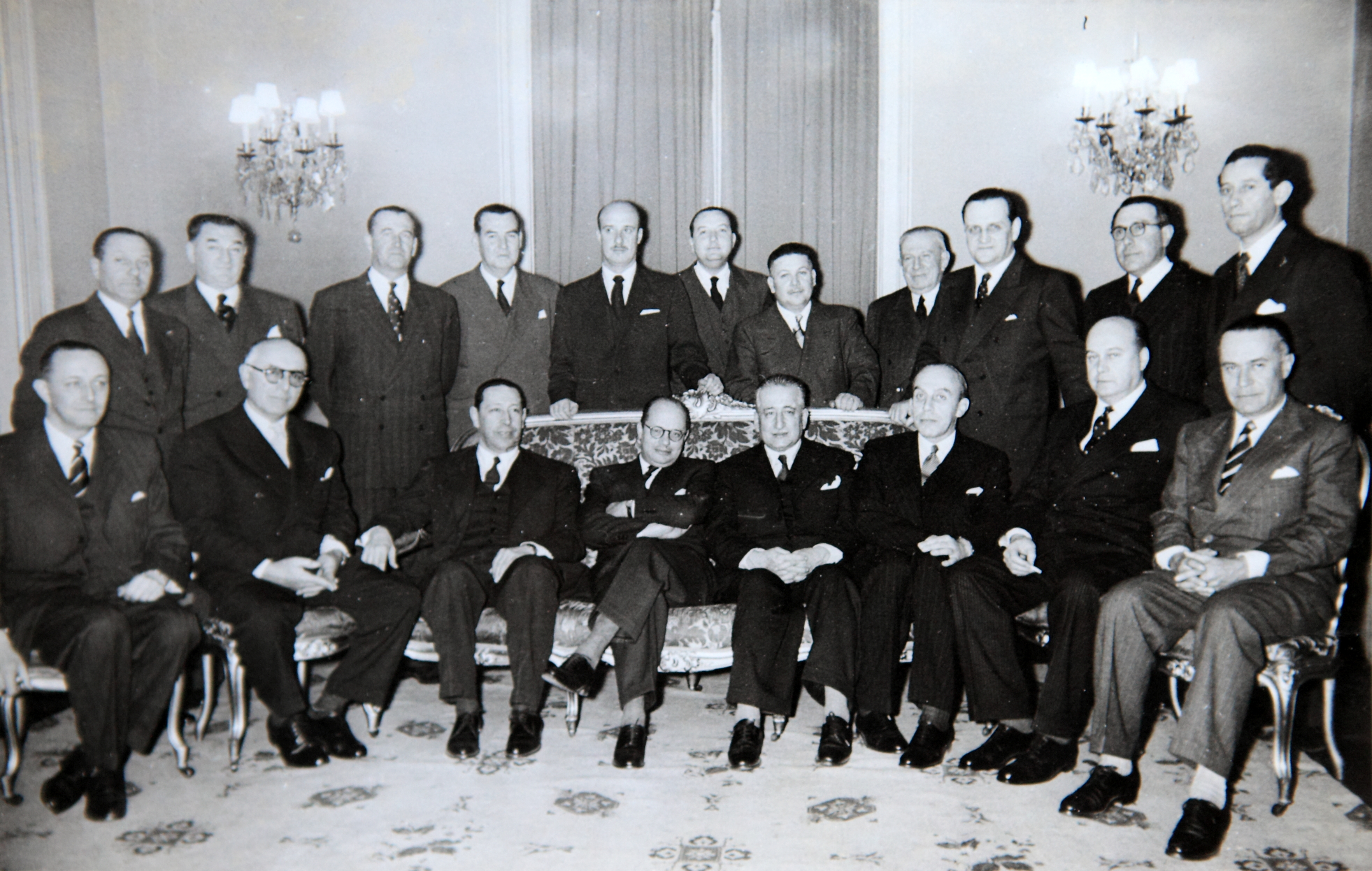
Lleras (centro), acompañado de miembros del Directorio Liberal, años 30.

Lleras inició su carrera política a la par de su ejercicio profesional, siendo nombrado en Apulo, Cundinamarca, como representante de la juventud del Partido Liberal Colombiano, al que pertenecía su familia. En 1932, ocupó su primer cargo público siendo nombrado Secretario de Gobierno del alcalde de Bogotá, Luis Patiño Galvis.
Su carrera política fue en rápido ascenso a partir de aquí, ya que posteriormente fue elegido diputado a la asamblea de Cundinamarca en 1933, y luego nombrado secretario de gobierno de ese departamento en 1934, por el gobernador Miguel Arteaga H.
Entre 1935 y 1936, Lleras fue elegido como representante a la cámara por Cundinamarca, presidiendo la cámara baja de Colombia ese período. Su labor legislativa coincidió con la defensa de la reforma agraria que impulsó en el Congreso el presidente Alfonso López PumarejoLa reforma fue uno de los puntos más agudos de la presidencia López, y generó revuelo y amplio rechazo nacional por parte de la oposición conservadores y sectores liberales.

### Contralor de la República (1936-1938)
Su defensa de las políticas de López le valieron que el presidente lo nombrara Contralor General de Colombia en 1936, ocupando el cargo hasta 1938, estando a cargo de las vigilancia de las finanzas del gobierno. Siendo contralor, Lleras fundó la revista Los Anales de Economía y Estadística.

### Ministro de Estado de Santos (1938-1942)
En 1938, el electo presidente Eduardo Santos Montejo lo nombró como su ministro de hacienda, permaneciendo en el cargo hasta el 24 de marzo de 1941. Alternó por unos meses su labor de ministro de hacienda con la de encargado en el Ministerio de Obras Públicas, entre enero y febrero de 1941. 
Meses después, el 26 de agosto del mismo año, Lleras regresó al ministerio, hasta la salida de Santos del poder, el 7 de agosto de 1942. Durante su gestión, Lleras tuvo una fructífera creación de entidades y organismos como el Instituto de Crédito Territorial, el Instituto de Fomento Municipal, el Instituto de Fomento Industrial, el Instituto Agustín Codazzi, el Fondo Nacional del Café y el Fondo de Estabilización Monetaria.
También alternó la actividad ministerial con la enseñanza universitaria, regentando la cátedra de Hacienda Pública en la Facultad de Derecho de la Universidad Nacional, en 1939, en plena Segunda Guerra Mundial.Fue elegido rector del colegio Gimnasio Moderno en 1944, y luego pasó a ser director de la Escuela de Administración de Empresas y Economía de la misma institución. Fue también gerente para Colombia de Celanese.

### Segundo gobierno López (1942-1944)
En 1942 Lleras regresó al Congreso, ahora como senador. En adición, el 8 de octubre de 1943, fue nombrado por tercera vez, ministro de hacienda, esta vez para el segundo gobierno de Alfonso López Pumarejo. Estando en el cargo y en pleno escándalo del caso Handel (en el que estaba involucrado el hijo del presidente López, Alfonso López Michelsen y la compañía Handel -la mayor accionista de Bavaria-, donde supuestamente éste se había enriquecido por el congelamiento de las acciones de la compañía, a raíz de la Guerra), a Lleras le correspondió hacer la defensa del gobierno en el Congreso, ya que el escándalo inició en ésta corporación.
Pese a la feroz defensa que hizo Lleras, a López no le quedó otro camino que renunciar, puesto que además del caso Handel, el presidente estaba también involucrado en el asesinato de un pugilista opositor al gobierno, conocido como caso Mamatoco, y en otros escándalos de corrupción que involucraban a su hijo mayor, Alfonso. Lleras había salido del gobierno el 6 de marzo de 1944.

### Gobierno conservador
En 1944 participó en la Conferencia de Bretton Woods, que creó el Banco Mundial, y en 1945 participó junto al expresidente Santos y a su primo Alberto en la Conferencia de Chapultepec y en la Conferencia de San Francisco, con la cual se creó la Organización de Naciones Unidas (ONU).
Fuera del ejecutivo, Lleras continuó en el senado colombiano, hasta el 20 de julio de 1949, y también fue elegido por la recién creada ONU como vicepresidente del Consejo Económico y Social.

### Violencia bipartidista y exilio
Meses después, en noviembre de 1949, el presidente conservador, Mariano Ospina Pérez (quien venció a los liberales en 1946) clausuró el congreso, tras el caos que dejaron los eventos de El Bogotazo, el año anterior. Respecto a este último evento, Lleras era uno de los delegados del país para la IX Conferencia Panamericana.En 1948 fue elegido director del Partido Liberal. 
En 1952 dejó la dirección liberal para ser presidente de la Junta Directiva del Banco Francés e Italiano (hoy Sudameris) del cual fue accionista; también fue asesor de Renault durante su exilio en México, de 1952 a 1954. Su exilio se dio luego del incendio de su casa a manos de una turba de fanáticos conservadores, el 6 de septiembre de 1952.

### Regreso a Colombia, dictadura de Rojas y Frente Nacional
En 1954 Lleras regresó a Colombia para hacer oposición al gobierno del General Gustavo Rojas Pinilla, quien derribó al designado Roberto Urdaneta, cuando el titular Laureano Gómez pretendía retomar el mando después de una licencia médica, en el golpe de Estado del 13 de junio de 1953. Rojas renunció el 10 de mayo de 1957, y Lleras se vinculó al comité paritario para el restablecimiento de la democracia que convocó la Junta Militar que reemplazó a Rojas.
En 1958 fue jefe de campaña de su primo Alberto Lleras, llevándolo a la presidencia sin mayores problemas. En 1959, viajó a Europa por estudios, y a su regreso a Colombia fue elegido por el Congreso de la República como designado presidencial para el período 1960-1962, aunque nunca llegó a ejercer el poder. También presidió el Seminario de Líderes Políticos de la América Latina.

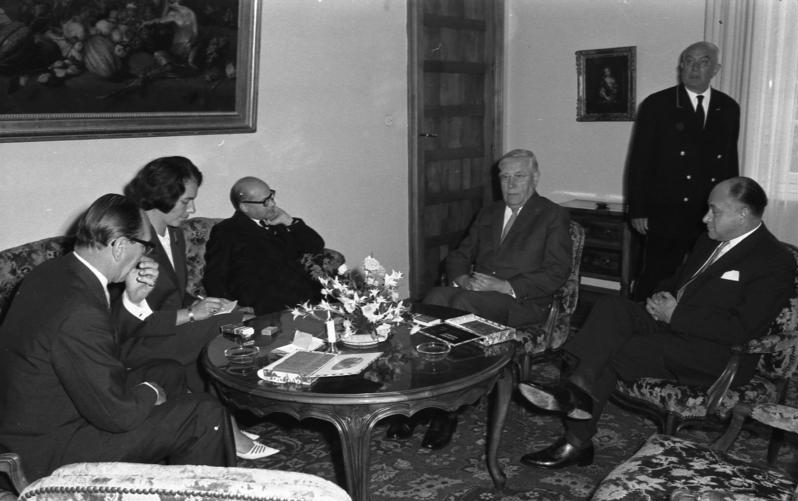
Lleras como presidente del liberalismo en Bonn con el ministro Heinrich Krone, 1964.

En 1961 fundó el semanario "Política y Algo Más", junto al intelectual y político Juan Lozano y Lozano. También regresó al Senado, ocupando una curul entre 1958 a 1962, y luego de 1962 a 1965. En el Congreso, Lleras apoyó la iniciativa del presidente Lleras Camargo sobre una reforma agraria.
En 1961 fue elegido nuevamente como director del Partido Liberal. En 1964 fue delegado en la Conferencia de Ginebra y ese mismo año, pese a que fue elegido candidato presidencial para 1966, se retiró de la contienda. Su primo, el expresidente Alberto Lleras lo conminó a que regresara a la contienda electoral.

### Candidatura presidencial y elección
El 27 de noviembre de 1965, Lleras ganó la postulación de su partido como candidato a la presidencia para el tercer período del Frente Nacional. Lleras se presentó a las urnas con la campaña del "Frente de Transformación Nacional", y se enfrentó al disidente liberal José Jaramillo Giraldo, quien recibió el apoyo de la Alianza Nacional Popular (ANAPO) y de la disidencia frentenacionalista. Por su parte el Movimiento Revolucionario Liberal (MRL) de Alfonso López Michelsen se le adhirió, alegando similitudes ideológicas.
Carlos Lleras Restrepo fue elegido presidente de Colombia el domingo 1 de mayo de 1966, día del trabajo. Con el 62.87 % de los votos venció con amplia diferencia a su rival. Pese a su victoria, el 60% del censo electoral se abstuvo a participar de los comicios.

## Presidencia (1966-1970)

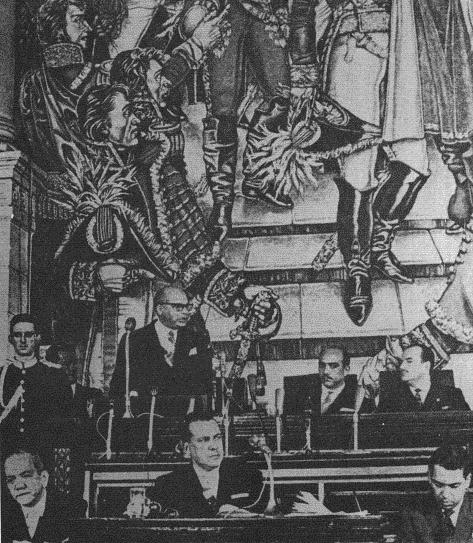
Lleras asumiendo la presidencia, 7 de agosto de 1966

El gobierno de Carlos Lleras Restrepo inició el 7 de agosto de 1966 y finalizó el 7 de agosto de 1970, y su sucesor fue el gobierno de Misael Pastrana.
Su gobierno, denominado "De la transformación nacional", se caracterizó por la estabilización y crecimiento económico por la Reforma Constitucional de 1968, que, entre otros aspectos, determinó la descentralización de gran parte de la gestión estatal en entidades especializadas como los Institutos Descentralizados.
Su gestión le permitió modernizar al país e impulsar la economía por la sustitución de importaciones, el ensamblaje de automóviles y el apoyo a la exportación de las flores y el banano. Recogió tantos éxitos que según Bushnell se le llamaba al país como el Milagro económico colombiano, similar al wirtschaftswunder de la posguerra.
Durante su gestión se crearon los departamentos de Risaralda, Sucre y Cesar. Es el único presidente de la República que ha sido sancionado por una falta disciplinaria en el ejercicio de su cargo, cuando el entonces procurador general de la Nación, el conservador Mario Aramburo Restrepo, lo amonestó por participación en política.

### Sociedad
En 1967, su esposa en calidad de primera dama de la Nación, con el apoyo del ministro de justicia Darío Echandía y la activista por los derechos de la niñez Yolanda Pulecio, impulsó la llamada 'Ley Cecilia', en la cual se estableció la paternidad responsable y se creó el Instituto Colombiano de Bienestar Familiar (ICBF). La ley fue sancionada en 1968 por Lleras. A raíz de esta iniciativa, el Congreso aprobó la condecoración de la esposa de Lleras con la Cruz de Boyacá, y fue declarada mujer del año 1969.
En 1968, la pareja presidencial inauguró el edificio del Museo del Oro, ubicado en la Carrera 5 # 15-82, en el centro de Bogotá muy cerca a la sede de la Universidad del Rosario; las obras del recinto iniciaron durante la administración de su primo Alberto Lleras Camargo, en 1961. El edificio continúa siendo la sede del museo hasta hoy bajo control del Banco de la República.

### Economía y finanzas
A raíz de un fuerte impasse en 1967 con el Fondo Monetario Internacional, que insistía en una devaluación masiva de la moneda colombiana como fórmula previa a un préstamo de balanza de pagos, Lleras implementó por primera vez, como parte de la reforma incluida en el Decreto Ley 444 de marzo de 1967, el sistema de micro devaluaciones programadas de la moneda, que también se conoció como de "devaluación gota a gota". Este sistema eliminó la especulación y corrupción asociada con las devaluaciones masivas y la incertidumbre para el sector productivo. 
La estabilidad lograda en el frente externo, gracias a esa medida, permitió la consolidación del crecimiento económico durante ese gobierno y en otros que le sucedieron. Las medidas que implementó permitió que el peso colombiano no se devaluara de forma tan brusca como las monedas nacionales de otros países de la región, logrando la estabilidad económica de la región.
Lleras creó la figura del Estado de Emergencia Económica, por medio del cual se le facultaba al presidente (con la firma de todos sus ministros) de legislar en materia económica sin la necesidad de declarar un estado de sitio, ya que esa facultad sólo le correspondía al Congreso, pero por medio del estado de sitio el presidente podía crear decretos con fuerza de ley sin previo control del Congreso. La figura fue incluida en la Constitución Política de 1991, y fue usada por el presidente Duque durante el marco de la pandemia por COVID-19 en el 2020.

#### Industria y Comercio

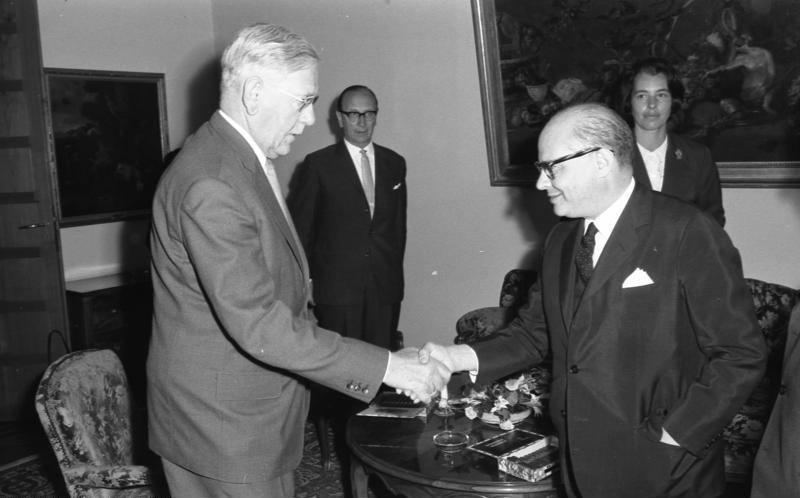
Lleras Restrepo y el político alemán Heinrich Krone. Lleras fue importante impulsor del modelo ISI.

En 1969 Colombia firmó un contrato con Renault para iniciar el ensamblaje de vehículos por medio de Sofasa en Envigado (Antioquia), y en los años 70 se inician a ensamblar motos en Colombia de la empresa japonesa Yamaha. También se pactó la creación de otra planta en Boyacá, a pesar del difícil acceso por cuestiones de infraestructura vial, cerca a Acerías Paz del Río. La producción inició en el gobierno de Pastrana, en 1970, y el renault se convirtió en un símbolo de la industria y las familias colombianas, siendo el Renault 4 el más conocido de estos vehículos y el más vendido y usado hasta el día de hoy. El éxito de Sofasa, años después, le permitió ser la mayor ensambladora de Renault en Latinoamérica.
También apoyó con exención de impuestos a las exportaciones, ya que si bien la industria generaba empleos, no era tan eficiente como las importaciones, por lo que para sustituir estas últimas, el gobierno estimuló la exportación de productos no convencionales como las flores, ya que el producto por excelencia de Colombia era el café. El sector floricultor sigue siendo importante a la fecha. Otro producto que se volvió importante fuente de ingresos para el país fue el banano, cuya producción estaba en declive. Lleras logró recuperar la industria de la fruta, que a pesar de no ser como lo era en los años 20 y 30, sí se reactivó. El cambio más notorio fue el traslado de la producción de Zona Bananera (Magdalena) a su actual ubicación en el Urabá.
Reforma agraria: Lleras retomó la política agraria dejada como legado del primer gobierno del Frente Nacional de su primo segundo Alberto Lleras. La reforma que impulsó, además de su interés social, buscaba frenar el desempleo urbano, un problema que derivado de La Violencia.
La reforma la impulsó con las instituciones agrarias como el Instituto Colombiano de la Reforma Agraria (INCORA) que fue reforzado e su gobierno, y el reconocimiento de la Asociación Nacional de Usuarios Campesinos (ANUC) creada en 1967, que le daba acceso a tierras y a créditos gubernamentales a los campesinos colombianos.

### Conflicto armado interno

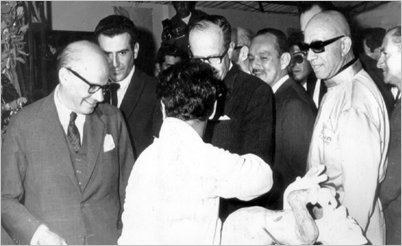
Lleras con el pintor Pedro Gross, finales de los años 60s.

Durante su gobierno se fortaleció el Ejército Nacional: el 1 de junio de 1967, activada la Novena Brigada del Ejército Nacional en el Huila. El Ejército Popular de Liberación (EPL)  fue fundado el 19 de febrero de 1967 como brazo armado del Partido Comunista de Colombia Marxista Leninista. En 1968 debido a las protestas en la Universidad Nacional, contra el gobierno de Lleras y durante las visitas de Robert McNamara,y John Rockefeller, el gobierno respondió enviando al Ejército Nacional y el cierre de la Universidad durante dos años. El 4 de abril de 1968, el jefe de la guerrilla liberal de los años 50, Dumar Aljure,fue abatido tras un combate con el Ejército Nacional: 18 muertos. Su caída señaló el final del Bandolerismo. Ciro Trujillo Castaño, fundador de las FARC abatido el 5 de octubre de 1968 en Aquitania, Boyacá. Desde 1969 se emitieron una serie de Manuales y Reglamentos Contraguerrillas por el Ejército Nacional, los cuales evidenciaron la creación de grupos paramilitares bajo la aprobación del Gobierno.

### Relaciones exteriores

#### América

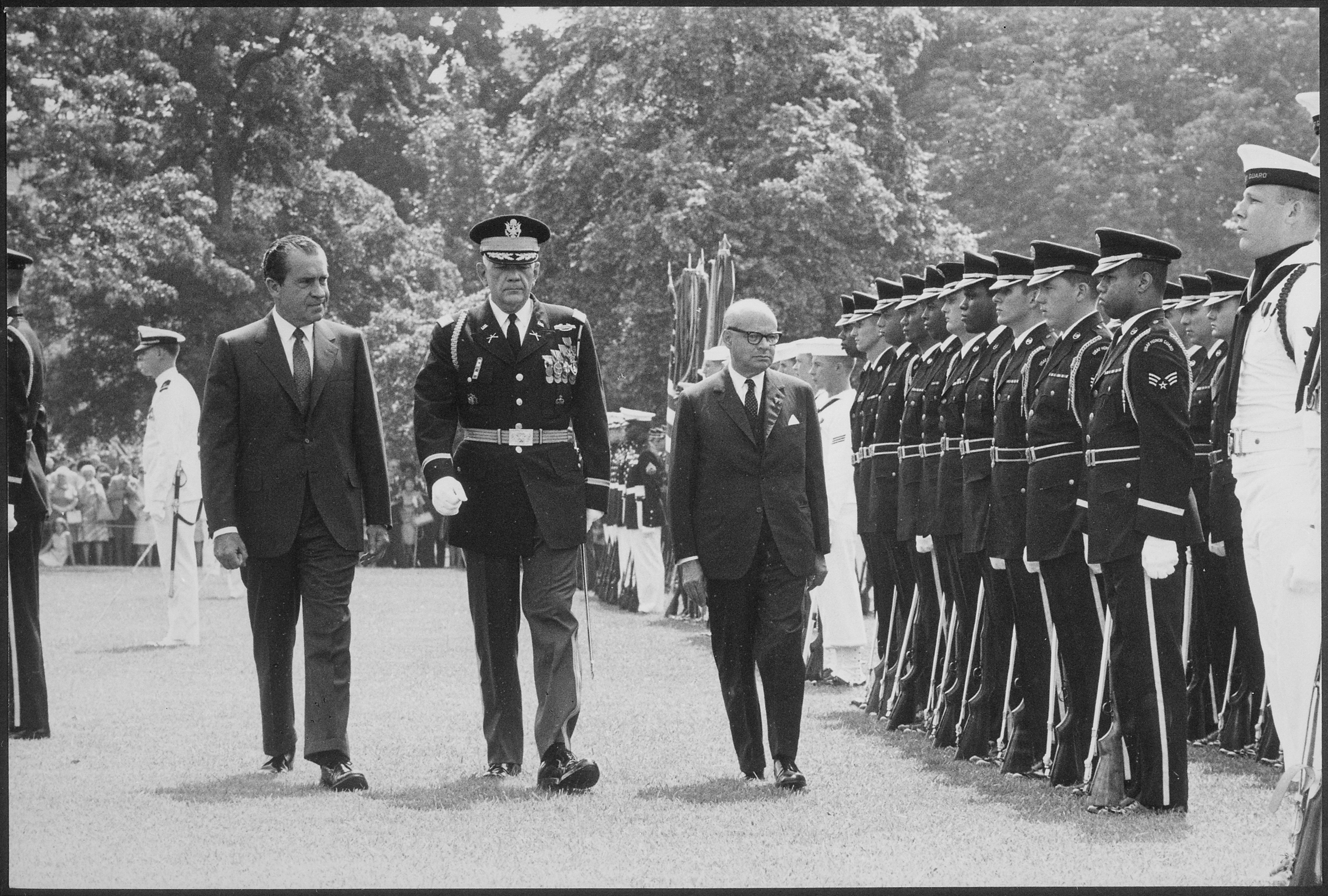
Lleras en su visita oficial a Washington con Richard Nixon, 1969

Como parte de su programa económico, Lleras suscribió con Caldera (Venezuela), Frei (Chile), Siles Salinas (Bolivia), Velasco Albarado (Perú) y Velasco Ibarra (Ecuador) el Acuerdo de Cartagena de 1969, en el cual se creó la Comunidad Andina (CAN), y con la cual se buscaba la cooperación de estos países en materia de derechos de autor y regulaciones económicas.
En 1969 Lleras viajó en visita diplomática a Washington, donde entabló amistad con el electo presidente de Estados Unidos del momento Richard Nixon.

#### Visita de Pablo VI

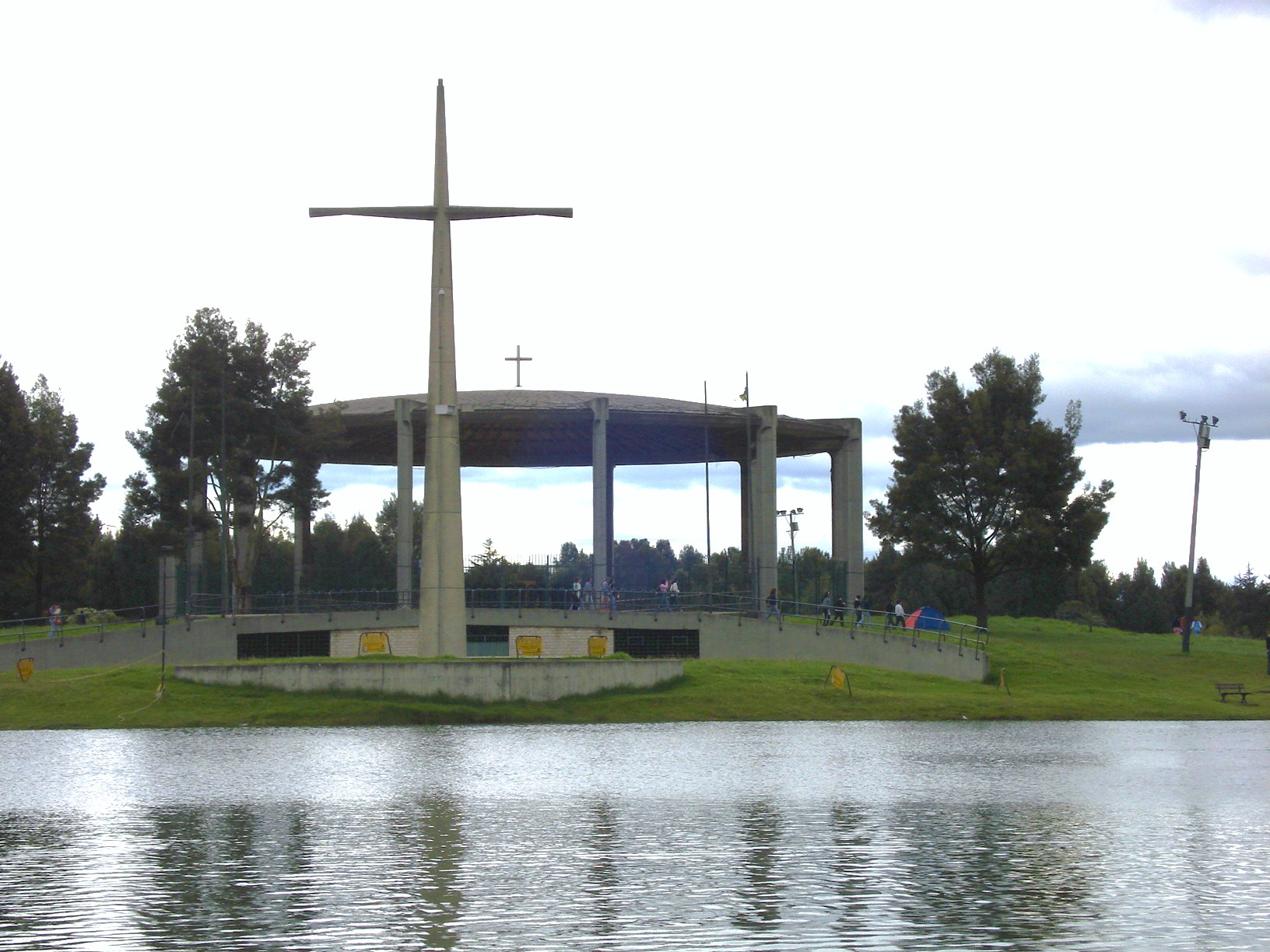
Templete Eucarística, construido para la visita de Pablo VI

El jueves 22 de agosto de 1968 aterrizó en Bogotá el sumo pontífice de la época Pablo VI, quien estuvo en Colombia por visita diplomática y epistolar, y además por motivo del XXXIX Congreso Eucarístico Internacional, que tuvo como sede a la capital del país. El viaje duró 3 días en los cuales el Papa recorrió la capital y se trató de la primera visita de un pontífice a Colombia y la más corta de las realizadas a este país.
La visita gozó de amplia cobertura nacional e internacional por radio y televisión.
El día 22 realizó una eucaristía en el Templete Eucarístico que luego se convirtió en parte del Parque Simón Bolívar. Durante la ceremonia ordenó a varios sacerdotes.
El viernes 23 visitó al presidente Lleras, y luego visitó a los campesinos del vecino municipio de Mosquera, donde se recuerda la exhortación que le hizo a los dirigentes políticos del país, abogando por los menos favorecidos del país. La prensa recordó la anécdota con ésta citaː

A la clase dirigente le decía que muchas de las expresiones de rebeldía pudieron ser prevenidas con reformas oportunas y eficaces. En ese tono, en muchas ocasiones, dijo cosas muy sabias

Finalmente el sábado 24 el Papa estuvo en el barrio Santa Cecilia (hoy Venecia), bendijo la II Conferencia General del Episcopado Latinoamericano en la Catedral Primada y bendijo la sede de la CELAM (Consejo Episcopal Latinoamericano), realizó unos matrimonios y regresó al Vaticano en la noche del 24.
La visita generó varias obras de infraestructura como la construcción del Parque Simón Bolívar, y la circulación de monedas, estampillas y un álbum de cromos con la efige del pontífice.

### Los comicios del 19 de abril de 1970
Para 1970 la coalición del frente nacional a la que pertenecía Lleras presentó al ministro de gobierno de Lleras, Misael Pastrana, como candidato a la presidencia. Se le enfrentaron el disidente conservador Belisario Betancur, y el ex dictador Gustavo Rojas Pinilla, con su propio partido Alianza Nacional Popular (ANAPO). Lleras en un discurso en el barrio Kennedy afirmó que era necesario derrotar a Rojas, violando la obligatoria imparcialidad del ejecutivo en los comicios.
A pesar del acuerdo bipartidista, Rojas llegó a la contienda electoral con amplio favoritismo, lo que le permitió estar a poco menos de 30.00 votos de llegar a la presidencia. Sin embargo, la victoria de Pastrana no estuvo exenta de acusaciones de fraude, ya que Lleras ordenó el toque de queda y suspendió la transmisión del conteo de votos, al percatarse de que los rojistas habían salido a las calles a festejar la ventaja de Rojas sobre Pastrana. 
Finalmente la élites trataron de desmentir el escandaloso fraude electoral y otros hasta quisieron justificarlo bajo la noción de que solo Lleras Restrepo era garante del compromiso de entregar el último periodo del Frente Nacional al conservatismo y Pastrana sucedió a Lleras el 7 de agosto de 1970. No obstante uno de los participantes de primera línea en los hechos, Carlos Augusto Noriega, apodado "El Tigrillo", por entonces ministro de gobierno, confesó en su libro "Fraude en la elección de Pastrana Borrero" los pormenores de la conspiración. Como consecuencia de las sospechas de fraude se creó el Movimiento 19 de abril (M-19) en 1974.

## Postpresidencia

### Nombramiento en la FAO (1970-1972)
Tan pronto dejó la presidencia, y gracias a su gestión con la reforma agraria, fue nombrado por la Organización de Naciones Unidas para la Alimentación (FAO) como presidente de la comisión para la reforma agraria, hasta 1972.
Ese mismo año fue elegido único líder del Partido Liberal, hecho que sería clave para su futuro político. 

### Convención Liberal de 1973

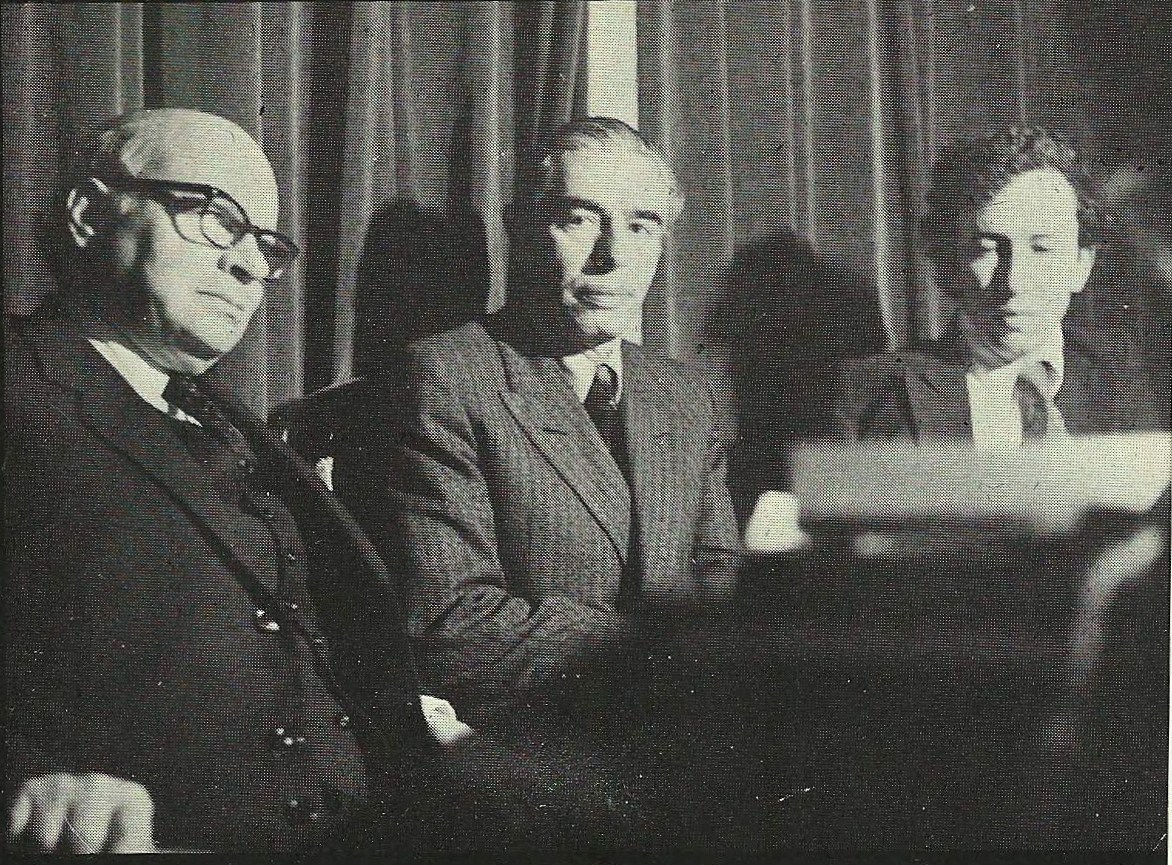
José Alfredo Sánchez, Mario Vélez y Lleras Restrepo.

Como cabeza del liberalismo, Lleras intentó obtener el apoyo de su partido para postularse como candidato a la presidencia para 1974, pero por un error estratégico precipitó su derrota en la Convención del Liberalismo de 1973. Sucedió que el 4 de abril de 1973, se filtró una carta que envió Lleras a su esposa, que se encontraba en el exterior, y que se conoció como Carta de Bruselas.
La misiva dejaba en claro las intenciones de Lleras de postularse a las elecciones presidenciales de 1974, además de que buscaba prolongar por 8 años el acuerdo con el que se constituyó el Frente Nacional en 1958, lo que en términos prácticos implicaba la alternación en el poder de los partidos hasta 1982. Alfonso López Michelsen, quien había regresado al oficialismo liberal en 1968, bajo la promesa de que el liberalismo apoyaría su candidatura presidencial, aprovechó el caos que generó la carta de Lleras, y lanzó su candidatura presidencial, tras el fracaso de la candidatura de Virgilio Barco, y ante la negativa de Julio César Turbay de tomar partido en el conflicto.
El 30 de junio de 1973 fue derrotado por López en la Convención Liberal que el mismo adelantó en un intento de asegurarse su triunfo como candidato único, y pese a que los grandes líderes liberales apoyaron su postulación, al final López recibió 162 votos en contra de los 88 que recibió Lleras. Ese mismo día, López cumplió 60 años, y fue nombrado Julio César Turbay como director del Liberalismo, por lo que Lleras abandonó el cargo a menos de un año de haber sido elegido para ejercerlo.
Tras ese traspié, Lleras fue nombrado consultor del Banco Interamericano de Desarrollo. En 1975 fundó el semanario "Nueva Frontera". También se destacó como árbitro en numerosos tribunales nacionales, en pleitos de derecho comercial. En 1977 fue nombrado presidente del Consejo Directivo de la Fundación Santafé de Bogotá.

### Precandidatura de 1978

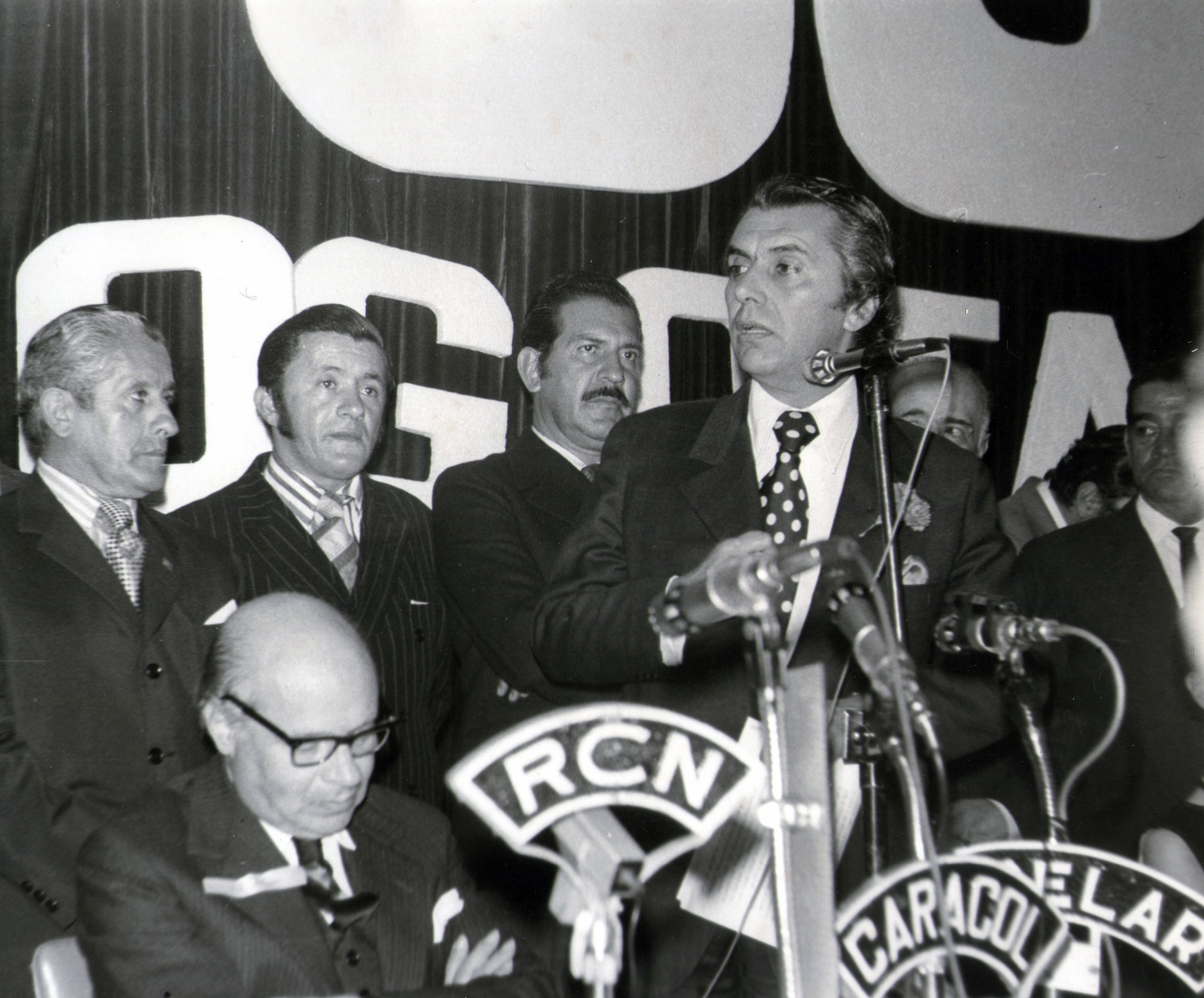
Lleras y Álvaro Uribe Rueda, en una conferencia del MRL

En 1978 intentó nuevamente la nominación presidencial de su partido con el lema "El Presidente para una época difícil", que contó con apoyo de los grandes productores agrícolas, la banca y de los medios escritos como El Tiempo y El Espectador, tal como en 1973.  
Sus rivales fueron el exministro Turbay, quien se hacía llamar "El candidato de las mayorías liberales", apoyado a su vez por la prensa televisada, la clase media emergente y los cafeteros; y también Carlos Holmes Trujillo Miranda, "El caudillo del Valle", quien tenía un apoyo débil en comparación con Lleras y Turbay, que compitió con el lema "Liberalismo Democrático".
Debido a que había tres precandidatos, el Partido Liberal realizó el "Consenso de San Carlos", consistente en adelantar las elecciones parlamentarias y, según quien triunfara en ellas, se nominaría al candidato presidencial. La estructura partidaria inclinó la balanza a favor de Julio César Turbay, que finalmente ganó la nominación en marzo, y las elecciones presidenciales en junio de 1978.

### Vida posterior
Su nueva derrota lo alejó definitivamente de la política, aunque encabezó una división en el oficialismo liberal, conocida posteriormente como Nuevo Liberalismo, a la cabeza de su pupilo Luis Carlos Galán. Galán recogía las ideas de renovación que Lleras pretendía implantar en el liberalismo, y vio en ésta disidencia el camino para regresar al poder, tras el traspié con López en 1973 y la derrota aplastante con Turbay en 1977.
Después de esta derrota, Lleras dedicó sus esfuerzos tanto a la labor editorial, especialmente del semanario "Nueva Frontera" (que fundó en 1984) y a documentar sus memorias, así como a varias causas de tipo social. Esta actividad la continuó hasta 1994. En 1979 recibió el título doctor honoris causa en Ciencias Económicas de la Universidad Católica de la Salle, y en 1980 el de Ciencias Políticas y Sociales por la Universidad del Cauca. Por su parte en 1986 la Escuela Superior de Administración Pública lo doctoró honoris causa en Administración. En adición recibió el mismo título en la Universidad Central por Contaduría Pública y de Administración por Colciencias.
En 1981 fue elegido director de El Tiempo, al mismo tiempo que renunció a la dirección del Partido Liberal, y también fue elegido por el rey Juan Carlos I de España como miembro del Consejo Superior del Instituto de Cooperación Iberoamericana. En 1982 fue nombrado presidente de la comisión para la celebración del quincuagésimo centenario del descubrimiento de América, con miras a celebrarse en 1992. En 1984, fue galardonado con el premio nacional de periodismo Simón Bolívar.

### Elecciones presidenciales de 1982

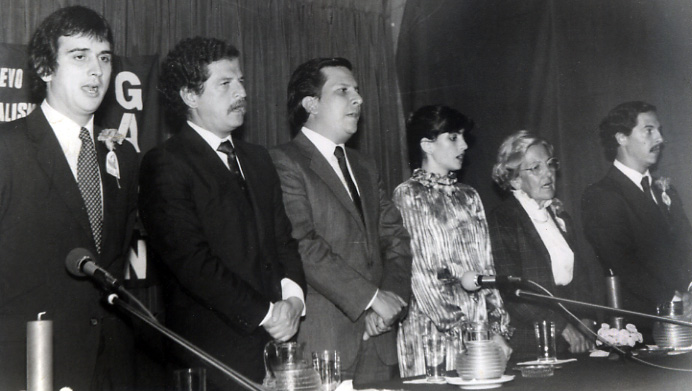
Marulanda, Galán, Lara y otros líderes del Nuevo Liberalismo en 1982.

En 1982 apoyó la candidatura disidente de su pupilo Luis Carlos Galán, quien se enfrentó al expresidente Alfonso López Michelsen, que pretendía ganar un segundo mandato, al igual que su padre López Pumarejo en 1942. La división liberal, al igual que en 1946 (entre Gaitán y otro Turbay que no era familiar directo de Julio César Turbay), llevó a los conservadores a ganar la presidencia con Belisario Betancur, quien había perdido cuatro años atrás el pulso electoral contra el saliente presidente Turbay.
Pese a la derrota, Galán se convirtió en la revelación política de 1982, y su carrera política despegó con éxito. Lleras apoyó la segunda candidatura de Galán a la presidencia en 1986, quien se retiró a mitad de la contienda para adherirse a la campaña de Virgilio Barco, quien terminó ganando las elecciones de 1986.
En 1988, apoyó el regreso de Galán y del Nuevo Liberalismo al oficialismo liberal, durante la Convención Liberal de 1988, en la cual se decidió que se refrendaría electoralmente al candidato único del liberlismo, ya que existía 6 postulaciones en competenciaː Galán (el favorito de lejos), Ernesto Samper, Alberto Santofimio (apoyado por López Michelsen y Turbay), Jaime Durán Dussán, Jaime Castro y William Jaramillo Gómez.

### Elecciones de 1990 y Asamblea Constituyente

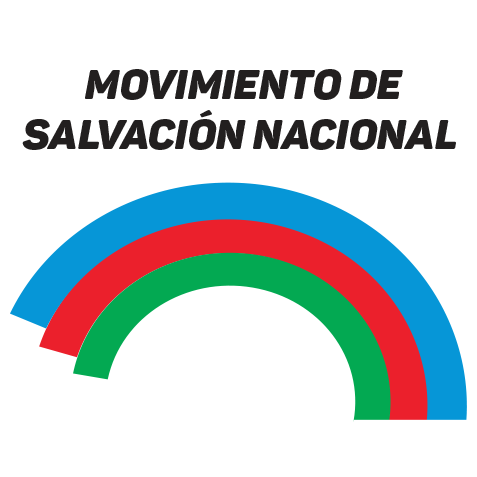
MSN

Para las elecciones presidenciales de 1990 apoyó la of de Luis Carlos Galán. Sin embargo, Galán fue asesinado en agosto de 1989 por órdenes del Cartel de Medellín, durante una promocional por el municipio de Soacha. A pesar de que faltaba menos de un año para las elecciones, Galán se perfilaba como el ganador de los comicios. 
Luego de los asesinatos de Bernardo Jaramillo Ossa (UP) y Carlos Pizarro (ADM-19), y el intento de asesinato contra el liberal César Gaviria Trujillo, este último terminó siendo el vencedor en la contienda y fue elegido presidente. Pese a que el hijo mayor de Galán le dio a Gaviria el respaldo de continuar con la campaña, Lleras se adhirió a la campaña de Álvaro Gómez Hurtado y su movimiento propio, el MSN. Gómez fue derrotado en las urnas por Gaviria. 
Sin embargo Lleras continuó trabajando con Gómez, y logró que su hijo Carlos Lleras de la Fuente fuera elegido por el MSN como miembro de la Asamblea Nacional Constituyente de 1991, que cambió la constitución colombiana de 1886. De la Fuente siguió adherido al partido hasta después de la muerte de su padre y de Gómez, quien fue asesinado en noviembre de 1995.

### Fallecimiento
Carlos Lleras falleció en Bogotá, el 27 de septiembre de 1994 a los 86 años. Fue enterrado en Jardines de la Paz de Bogotá, donde actualmente reposan sus restos.

## Vida privada

### Semblante
Carlos era un hombre de baja estatura y de complexión gruesa, por lo que a sus espaldas le pusieron los apodos peyorativos de "Remache" y "El enano".

### Familia
Carlos Lleras Restrepo era miembro de la aristocracia bogotana, teniendo entre sus ancestros importantes hombres del Partido Liberal Colombiano. Sus padres eran el científico Federico Lleras, creador de la vacuna contra la lepra, y Amalia Restrepo Briceño. 
Su padre era primo de Felipe Lleras Triana, padre del político liberal Alberto Lleras, quien fue presidente de Colombia en 1945 y entre 1958 y 1962. Por consiguiente, Carlos era primo segundo de Alberto Lleras. Su abuelo paterno era el economista Lorenzo María Lleras, importante político y educador granadino, cercano al expresidente Francisco de Paula Santander y rector de la Universidad del Rosario, de la que también era egresado.
Su madre era la biznieta del científico José Félix de Restrepo y Tomasa Sarasti (sobrina del empresario y banquero caucano Pedro Agustín de Valencia, de los Valencia de Popayán). Así mismo uno de los sobrinos de José Félix era Pedro Antonio Restrepo Escobar, padre de los empresarios antioqueños Nicanor Restrepo y Carlos Eugenio Restrepo, quien llegó a ser presidente entre 1910 y 1914.
Los Lleras Restrepo, además de Carlos Alberto Lleras, también tuvieron a Elena (casada con el ingeniero Leopoldo Guerra Portocarrero), Amalia, Inés, Federico, Ana, María Antonia, Enrique, Elvira, Isabel (casada con el empresario Luis Ospina Vásquez, hijo del expresidente Pedro Nel Ospina, sobrino del intelectual Tulio Ospina, primo del expresidente Mariano Ospina Pérez y el empresario Tulio Ospina Pérez y nieto del expresidente Mariano Ospina Rodríguez); y Roberto Lleras Restrepo.

### Matrimonio
Carlos Lleras contrajo matrimonio en Bogotá en 1933 con la española Cecilia de la Fuente Cortés (amiga de infancia de Lorenza Villegas Restrepo, esposa de Eduardo Santos Montejo), con quien tuvo a sus cuatro hijosː Clemencia, Carlos, María Inés y Fernando Lleras de la Fuente.
Clemencia, su hija mayor, fue activista por los derechos de la mujer, y se casó con el empresario bursátil Germán Vargas Espinosa, con quien fue madre de los políticos Germán y Enrique Vargas Lleras. Carlos, diplomático y político cercano a Álvaro Gómez Hurtado, contrajo nupcias con Clemencia Figueroa Serrano; María Inés se unió con Guillermo Mejía Montoya y Fernando con Elena Salazar Vilá.

## Legado

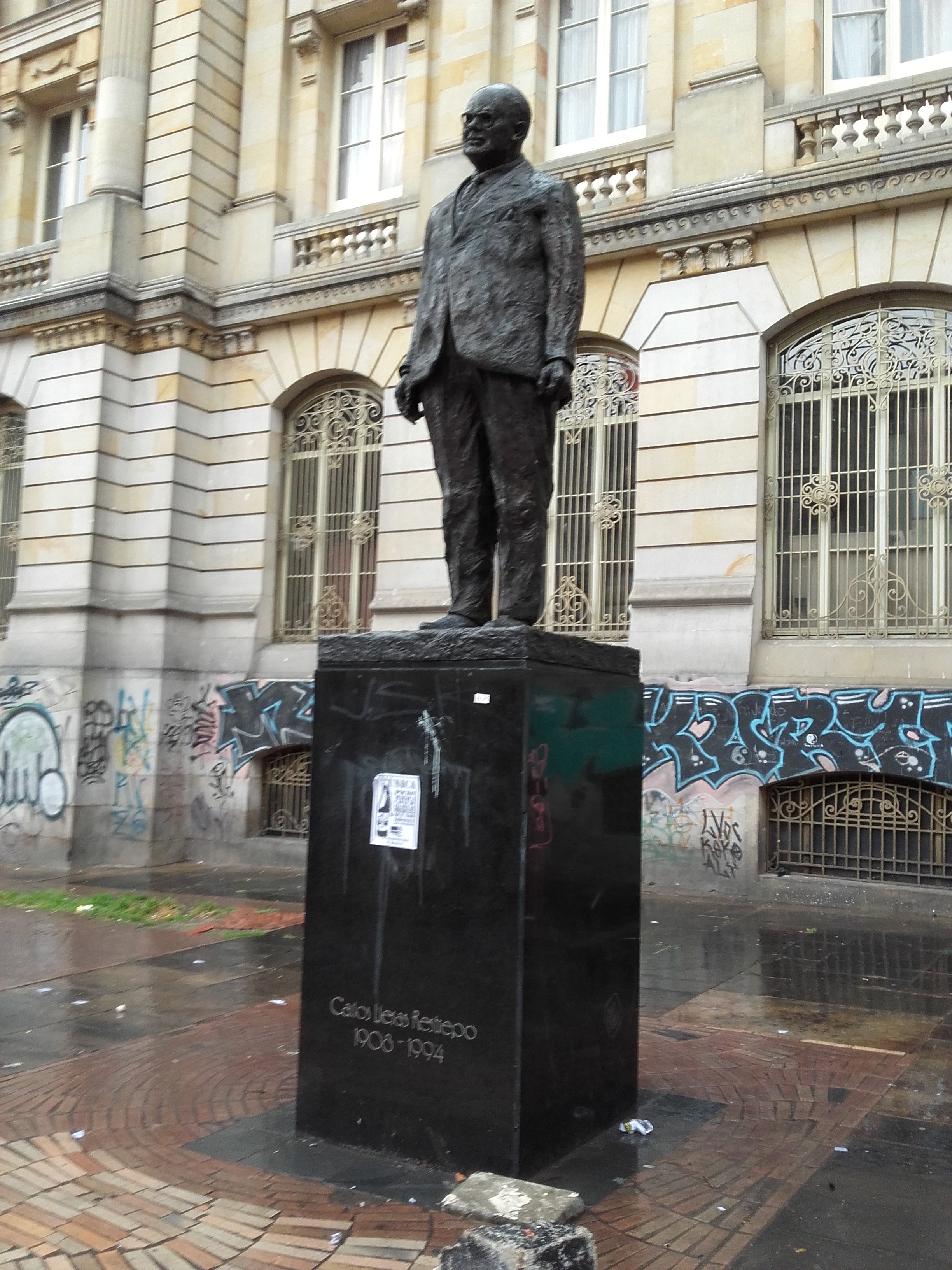
Estatua de Lleras, Carrera 7.ª de Bogotá, Eje Ambiental

- Su familia creó la Fundación Carlos Lleras Restrepo, para conservar su legado[64] y dicha fundación es la que en la actualidad conserva la memoria filmográfica y audiovisual de Lleras. También realiza actividades para conmemorar los hechos en vida del exmandatario.

### Monumentos
- En honor a su memoria, el Congreso de Colombia en 2007 ordenó por el centenario de su nacimiento la construcción de un monumento de bronce fundido en su honor, el cual fue ubicado en el sector conocido como Eje Ambiental (avenida Jiménez), frente a la sede de la Registraduría Nacional del sector. El monumento se inauguró el 19 de diciembre de 2008.[65][66]
- En el edificio de la actual Gobernación de Cundinamarca (antes la sede estaba en la actual avenida Jiménez), se instaló un busto de bronce del expresidente Lleras con la inscripción "Cundinamarcaː Al Doctor Carlos Lleras Restrepo, presidente de Colombia (1908-1994)".[67]
- En un parque de la ciudad de Cartagena, en la calle 39 #5-85 a 5-181, fue ubicado un busto de Lleras en bronce, sobre una base de piedra.
- En el Museo Nacional de Colombia, en Bogotá, se realizó una exposición con figuras hechas de sal por el artista Antonio Caro. Una de las figuras más recordadas fue una cabeza hechas de sal con lentes que recordaban la cabeza del expresidente Lleras.

### Toponimios
- En Bogotá se bautizó a un barrio de la ciudad como Carlos Lleras Restrepo, ubicado en el sector de Ciudad Salitre. La Avenida Calle 100, llamada también Avenida España, recibe confusamente el nombre común de Avenida Carlos Lleras Restrepo. Dicha vía está atravesada por una Troncal de Trasmilenio, sistema de transporte público masivo de la ciudad y entre sus lugares de interés está la sede central de la Universidad Militar Nueva Granada, la Escuela de Caballería y el Cantón Norte.[68]
- En Ibagué, Tolima, se abrió el centro educativo Institución Técnica Carlos Lleras Restrepo.
- El 2 de octubre de 1997 fue inaugurado por el presidente Ernesto Samper Pizano la Clínica Carlos Lleras Restrepo, administrada por el ISS, como renovación del Hospital San Carlos, y como alivio a la sobrecarga del Hospital San Pedro Claver, el más importante de la ciudad hasta los años 2000.[69]
- En marzo de 2005 se abrió la Biblioteca Museo Carlos Lleras Restrepo, que se encuentra en la antigua casa donde residió Lleras y su familia en Bogotá. La biblioteca actualmente está en custodia de la Universidad Jorge Tadeo Lozano y alberga casi 14.000 volúmenes que pertenecieron en vida a la biblioteca privada del expresidente.
- En Cali, Bogotá, Guaduas y Fusagasugá (Cundinamarca), existen barrios llamados en honor al expresidente.
- El 26 de mayo de 2017 se inauguró en la sede de la Comunidad Andina (CAN) en Lima, la Sala de Audiovisuales Carlos Lleras Restrepo.

### Premios y distinciones
- Por la creación del ICBF durante su gobierno, se creó el Premio Carlos Lleras Restrepo, galardón que reconoce el trabajo por la niñez y que es otorgado por la UNICEF y el ICBF. Así mismo existe un premio con su nombre que se entrega a empresas colombianas con amplia trayectoria en el sector productivo y que aportan a la economía nacional.[70]

### Filatelia y numística
- En 1995 salió a circulación una colección de 20 sellos postales con las efiges de varios expresidentes de Colombia, entre los que figuraba el propio Lleras, último mandatario en aparecer en la serie.[71]
- La ley de 2007 también ordenó que el Banco de la República pusiera en circulación un billete en su honor. Éste billete con denominación de $100.000 pesos colombianos empezó a circular en 2017, siendo a la fecha el billete con la denominación más alta en toda la historia de la banca colombiana.[72] La presentación oficial la hizo su nieto Germán Vargas Lleras, quien a la fecha era el vicepresidente del país, durante el segundo gobierno del liberal Juan Manuel Santos.[73]
- En 2008, con motivo de su centenario y aprovechando los XVIII Juegos Nacionales de Colombia, el Ministerio de Comunicaciones incluyó el nombre del expresidente en el sello postal conmemorativo de estos juegos, ya que las justas deportivas también homenajeaban al expresidente.[74]
- También en 2008, se emitió un sello postal en honor al centenario de Lleras. La foto base fue tomada por F. González y se acompaña de la inscripción "Desarrollo con criterio social".

| Predecesor: Alberto Lleras Camargo (1958) | Candidato del Partido Liberal a la Presidencia de Colombia 1966 | Sucesor: Alfonso López Michelsen (1974) |